# L’Ametlla de Mar
L'Ametlla de Mar – gmina w Hiszpanii, w prowincji Tarragona, w Katalonii, o powierzchni 67,14 km². W 2011 roku gmina liczyła 7688 mieszkańców.